# 4558 Janesick
A 4558 Janesick (ideiglenes jelöléssel 1988 NF) egy marsközeli kisbolygó. Alain Maury,  Jean Mueller fedezte fel 1988. július 12-én.